# Argenna yakima
Espèce
Argenna yakima est une espèce d'araignées aranéomorphes de la famille des Argyronetidae.

## Répartition
Cette espèce se rencontre aux États-Unis au Washington et au Canada en Colombie-Britannique et en Alberta,.

## Description
Le mâle holotype mesure 3,27 mm et la femelle paratype 4,30 mm.

## Systématique et taxinomie
Cette espèce a été décrite par Chamberlin et Gertsch, 1958.

## Publication originale
- Chamberlin & Gertsch, 1958 : « The spider family Dictynidae in America north of Mexico. » Bulletin of the American Museum of Natural History, no 116, p. 1-152 (texte intégral).